# Kyle Walker
Kyle Andrew Walker (* 28. květen 1990, Sheffield, Anglie) je anglický fotbalový obránce, který hraje za anglické Burnley a reprezentaci Anglie.

## Kariéra

### Klubová
S fotbalem začínal v klubu Sheffield United. V závěru sezóny 2008/09 nastoupil na celé dva poslední zápasy proti Swansea a Crystal Palace v rámci druhé ligy League Championship.
V létě 2009 jej společně s jeho spoluhráčem Kylem Naughtonem koupil prvoligový klub Tottenham Hotspur, Walker však měl v Sheffieldu zůstat celou další sezónu na hostování.
Za Sheffield United nastoupil do 26 utkání, než byl v lednu 2010 povolaný nazpět do Tottenhamu. Na jaře sezóny 2009/10 odehrál celkem dva zápasy, a to proti Portsmouthu a Sunderlandu.
Na podzim 2010 jej Spurs poslali hostovat do druholigového Queens Park Rangers, za které odehrál celkem 20 zápasů. Na jaře se opět vrátil k Tottenhamu, ten jej obratem poslal na hostování do prvoligové Aston Villy. Zde si Walker připsal 16 startů v Premier League. Ve 26. kole v únorovém domácím utkání proti Fulhamu vstřelil branku na 2:1, přesto utkání skončilo remízou 2-2.
V sezóně 2011/12 se naplno prosadil do sestavy Tottenhamu, což mu vyneslo i reprezentační pozvánku. V dubnu 2012 byl Asociací fotbalových profesionálů (Professional Footballers Association, PFA) vyhlášen nejlepším mladým hráčem Premier League a jakožto obránce tak překvapivě předstihl dvojici útočníků, jimiž byli Sergio Agüero a Danny Welbeck.
Ve středečním zápase ligového poháru 31. října 2012 získal Walker pro tým penaltu, a to poté co jej poslal k zemi obránce Norwiche Marc Tierney. Walkerův spoluhráč Clint Dempsey však pokutový kop neproměnil a Tottenham vypadl po prohře 1:2 již v osmifinále. Po zápase se ohradil vůči kritice trenéra Norwiche Chrise Hughtona, že údajně simuloval.
V červenci 2017 se stal nejdražším přestupujícím Angličanem, když za něj Manchester City dal 50 milionů liber.
Walker podepsal kontrakt na pět let. V první sezóně za Citizens odehrál celkově 32 zápasů v anglické lize, další starty si připsal v pohárových zápasech. První soutěžní zápas v novém dresu odehrál 12. srpna 2017 na půdě Brighton & Hove Albion FC, kde jeho tým vyhrál 2:0. Walker strávil na pravém kraji hřiště celý zápas a značnou část utkání se věnoval útočení, zaměstnávajíc obranu soupeře.
Ve druhém ligovém zápase doma proti Evertonu (1:1) byl ve 44. minutě vyloučen po obdržení druhé žluté karty, což znemožnilo jeho start ve 3. kole proti Bournemouthu.
Walker se dočkal první trofeje dne 25. února 2018, když si zahrál finále anglického ligového poháru (EFL Cup). Zkraje utkání zabránil skórovat Aubameyangovi, posléze se Citizens chopili vývoje finálového utkání a vyhráli 3:0.
Během skupinového utkání Ligy mistrů 6. listopadu 2019 na půdě Atalanty se Walker chopil role brankáře, poté co se nejprve zranil Ederson a jeho záskok v brankovišti Claudio Bravo byl vyloučen. Na hřišti si zahrál posledních deset minut, poté co vystřídal „obětovaného“ záložníka Rijáda Mahrize. Skóre utkání se již neměnilo a zůstalo 1:1.

### Reprezentační
Walker nastupoval za mládežnické reprezentace Anglie do 19 let a 21 let, přičemž v „devatenáctce“ debutoval ještě před svým ligovým debutem za Sheffield United. Na začátku února roku 2011 si pro své výkony v Aston Ville vysloužil od trenéra Fabia Capella pozvánku do národního týmu, čemuž napomohla také výkonnostní nevyrovnalost jiných pravých beků jakými byli Phil Jagielka nebo Micah Richards.
Přátelské utkání proti Dánsku strávil na lavičce náhradníků a jeho debut se konal až v jiném přátelském utkání proti Španělsku 12. listopadu 2011. Anglie doma vyhrála 1:0, trenér Capello jej poslal na hřiště v 85. minutě na místo Scotta Parkera.

## Styl hry
Walker je ofenzivní často útočící krajní obránce, dovedný v odebírání míče.

## Statistika

### Klubová
| Sezóna                    | Klub                      | Liga                      | Liga   | Liga | Domácí poháry | Domácí poháry | Domácí poháry | Kontinentální poháry | Kontinentální poháry | Kontinentální poháry | Celkem | Celkem |
| Sezóna                    | Klub                      | Soutěž                    | Zápasy | Góly | Soutěž        | Zápasy        | Góly          | Soutěž               | Zápasy               | Góly                 | Zápasy | Góly   |
| ------------------------- | ------------------------- | ------------------------- | ------ | ---- | ------------- | ------------- | ------------- | -------------------- | -------------------- | -------------------- | ------ | ------ |
| 2008/09                   | Northampton Town          | League One                | 9      | 0    | AP            | 0             | 0             | -                    | 0                    | 0                    | 9      | 0      |
| 2009                      | Sheffield                 | Championship              | 2+3    | 0    | AP            | 2             | 0             | -                    | 0                    | 0                    | 7      | 0      |
| 2009/10                   | Sheffield                 | Championship              | 26     | 0    | AP            | 2             | 0             | -                    | 0                    | 0                    | 28     | 0      |
| Celkem za Sheffield       | Celkem za Sheffield       | Celkem za Sheffield       | 31     | 0    | -             | 4             | 0             | -                    | 0                    | 0                    | 35     | 0      |
| 2010                      | Tottenham                 | Premier League            | 2      | 0    | AP+ALP        | 0+0           | 0             | -                    | 0                    | 0                    | 2      | 0      |
| srp. 2010                 | Tottenham                 | Premier League            | 1      | 0    | AP+ALP        | 0+0           | 0             | LM                   | 0                    | 0                    | 1      | 0      |
| 2010/11                   | Queens Park Rangers       | Championship              | 20     | 0    | AP+ALP        | 0+0           | 0             | -                    | 0                    | 0                    | 20     | 0      |
| 2011                      | Aston Villa               | Premier League            | 15     | 1    | AP+ALP        | 3+0           | 1             | -                    | 0                    | 0                    | 18     | 2      |
| 2011/12                   | Tottenham                 | Premier League            | 37     | 2    | AP+ALP        | 5+0           | 0             | EL                   | 5                    | 0                    | 47     | 2      |
| 2012/13                   | Tottenham                 | Premier League            | 36     | 0    | AP+ALP        | 1+2           | 0             | EL                   | 11                   | 0                    | 50     | 0      |
| 2013/14                   | Tottenham                 | Premier League            | 26     | 1    | AP+ALP        | 1+3           | 0             | EL                   | 4                    | 0                    | 34     | 1      |
| 2014/15                   | Tottenham                 | Premier League            | 15     | 0    | AP+ALP        | 0+3           | 0             | EL                   | 3                    | 0                    | 21     | 0      |
| 2015/16                   | Tottenham                 | Premier League            | 33     | 1    | AP+ALP        | 2+0           | 0             | EL                   | 0                    | 0                    | 35     | 1      |
| 2016/17                   | Tottenham                 | Premier League            | 33     | 0    | AP+ALP        | 1+0           | 0             | LM+EL                | 3+2                  | 0                    | 39     | 0      |
| Celkem za Tottenham       | Celkem za Tottenham       | Celkem za Tottenham       | 183    | 4    | -             | 18            | 0             | -                    | 28                   | 0                    | 229    | 4      |
| 2017/18                   | Manchester City           | Premier League            | 32     | 0    | AP+ALP        | 3+6           | 0             | LM                   | 7                    | 0                    | 48     | 0      |
| 2018/19                   | Manchester City           | Premier League            | 33     | 1    | AP+ALP+AS     | 5+3+1         | 0+1+0         | LM                   | 10                   | 0                    | 52     | 2      |
| 2019/20                   | Manchester City           | Premier League            | 29     | 1    | AP+ALP+AS     | 2+4+1         | 0             | LM                   | 6                    | 0                    | 42     | 1      |
| 2020/21                   | Manchester City           | Premier League            | 24     | 1    | AP+ALP        | 3+4           | 1+0           | LM                   | 11                   | 0                    | 42     | 2      |
| 2021/22                   | Manchester City           | Premier League            | 20     | 0    | AP+ALP+AS     | 3+1+0         | 0             | LM                   | 0                    | 0                    | 31     | 1      |
| 2022/23                   | Manchester City           | Premier League            | 27     | 0    | AP+ALP+AS     | 5+1+1         | 0             | LM                   | 5                    | 0                    | 39     | 0      |
| 2023/24                   | Manchester City           | Premier League            | 32     | 0    | AP+ALP+AS     | 5+0+1         | 0             | LM+ES+MSk            | 6+1+2                | 0                    | 47     | 0      |
| 2024/25                   | Manchester City           | Premier League            | 15     | 0    | AP+ALP+AS     | 0+1+0         | 0             | LM                   | 2                    | 0                    | 18     | 0      |
| Celkem za Manchester City | Celkem za Manchester City | Celkem za Manchester City | 212    | 3    | -             | 50            | 2             | -                    | 57                   | 1                    | 319    | 6      |
| 2025                      | Milán                     | Serie A                   | 11     | 0    | IP            | 2             | 0             | LM                   | 2                    | 0                    | 15     | 0      |
| Celkově                   | Celkově                   | Celkově                   | 481    | 8    | -             | 77            | 3             | -                    | 87                   | 1                    | 645    | 12     |

### Reprezentační

#### Statistika na velkých turnajích
| Reprezentace | Rok     | Zápasy               | Zápasy  | Zápasy     | Zápasy           | Zápasy           | Zápasy            |
| Reprezentace | Rok     | Fáze turnaje         | Datum   | Soupeř     | Odehraných minut | Vstřelené branky | Výsledek          |
| ------------ | ------- | -------------------- | ------- | ---------- | ---------------- | ---------------- | ----------------- |
| Anglie       | ME 2016 | 1 zápas ve skupině B | 11. 6.  | Rusko      | 90               | 0                | 1:1               |
| Anglie       | ME 2016 | 2 zápas ve skupině B | 16. 6.  | Wales      | 90               | 0                | 2:1               |
| Anglie       | ME 2016 | Osmifinále           | 27. 6.  | Island     | 90               | 0                | 1:2               |
| Anglie       | MS 2018 | 1 zápas ve skupině G | 18. 6.  | Tunisko    | 90               | 0                | 2:1               |
| Anglie       | MS 2018 | 2 zápas ve skupině G | 24. 6.  | Panama     | 90               | 0                | 6:1               |
| Anglie       | MS 2018 | Osmifinále           | 3. 7.   | Kolumbie   | 113              | 0                | 1:1 (4:3 na pen.) |
| Anglie       | MS 2018 | Čtvrtfinále          | 7. 7.   | Švédsko    | 90               | 0                | 2:0               |
| Anglie       | MS 2018 | Semifinále           | 11. 7.  | Chorvatsko | 112              | 0                | 1:2 v prodl.      |
| Anglie       | ME 2024 | 1 zápas ve skupině D | 13. 6.  | Chorvatsko | 90               | 0                | 1:0               |
| Anglie       | ME 2024 | 3 zápas ve skupině D | 22. 6.  | Česko      | 90               | 0                | 1:0               |
| Anglie       | ME 2024 | Osmifinále           | 29. 6.  | Německo    | 90               | 0                | 2:0               |
| Anglie       | ME 2024 | Čtvrtfinále          | 3. 7.   | Ukrajina   | 90               | 0                | 4:0               |
| Anglie       | ME 2024 | Semifinále           | 7. 7.   | Dánsko     | 120              | 0                | 2:1 v prodl.      |
| Anglie       | ME 2024 | Finále               | 11. 7.  | Itálie     | 120              | 0                | 2:1 (3:2 na pen.) |
| Anglie       | MS 2022 | 3 zápas ve skupině B | 29. 11. | Wales      | 57               | 0                | 3:0               |
| Anglie       | MS 2022 | Osmifinále           | 4. 12.  | Senegal    | 90               | 0                | 3:0               |
| Anglie       | MS 2022 | Čtvrtfinále          | 10. 12. | Francie    | 90               | 0                | 1:2               |
| Anglie       | ME 2024 | 1 zápas ve skupině C | 18. 6.  | Srbsko     | 90               | 0                | 1:0               |
| Anglie       | ME 2024 | 2 zápas ve skupině C | 20. 6.  | Dánsko     | 90               | 0                | 1:1               |
| Anglie       | ME 2024 | 3 zápas ve skupině C | 25. 6.  | Slovinsko  | 90               | 0                | 0:0               |
| Anglie       | ME 2024 | Osmifinále           | 30. 6.  | Slovensko  | 120              | 0                | 2:1 v prodl.      |
| Anglie       | ME 2024 | Čtvrtfinále          | 6. 7.   | Švýcarsko  | 120              | 0                | 1:1 (5:3 na pen.) |
| Anglie       | ME 2024 | Semifinále           | 10. 7.  | Nizozemsko | 90               | 0                | 2:1               |
| Anglie       | ME 2024 | Finále               | 14. 7.  | Španělsko  | 90               | 0                | 1:2               |

## Úspěchy

### Klubové

#### Národní
- vítěz anglické ligy (6x)

Manchester City: 2017/18, 2018/19, 2020/21, 2021/22, 2022/23, 2023/24
- vítěz anglického poháru (2x)

Manchester City: 2018/19, 2022/23
- vítěz anglického ligového poháru (4x)

Manchester City: 2017/18, 2018/19, 2019/20, 2020/21
- vítěz anglického superpoháru (3x)

Manchester City: 2018, 2019, 2024

#### Kontinentální
- vítěz Ligy mistrů UEFA (1x)

Manchester City: 2022/23
- vítěz Superpoháru UEFA (1x)

Manchester City: 2023
- vítěz Mistrovství světa klubů (1x)

Manchester City: 2023

### Reprezentační
- 2× účast na MS (2018, 2022)
- 3× účast na ME (2016, 2020 – stříbro, 2024 – stříbro)
- 1× účast na LN (2018/19 – bronz)
- 1× účast na ME U21 (2011)

### Individuální
- nejlepší mladý fotbalista anglické ligy (2012)
- All Stars Team na ME U21 (2011)
- All Stars Team na ME (2020, 2024)
- All Stars Team v LM (2022/23)
- FIFA FIFPro World XI: (2023)